# Co de Kloet
Co de Kloet (senior) (Kortenhoef, 29 februari 1932 – aldaar, 1 december 2020) was een Nederlands radiopresentator en auteur.

## Levensloop
Hij werd geboren als mannelijke helft van een tweeling. Na zijn HBS-tijd werkte hij voor verscheidene kranten als verslaggever. Vervolgens stelde de VARA hem aan. Daar bedacht hij de radioformule: Tijd voor Teenagers. Op 11 september 1959, m 17.00 uur werd de eerste aflevering uitgezonden. Dick Duster (alias voor Dick van 't Sant, hoorspelacteur) presenteerde de eerste periode dit programma. Later deed Herman Stok dit. Co de Kloet stelde ook de tienerpagina in de VARAgids samen. De column op die pagina werd door hem geschreven.
De Kloet schreef van kinderboeken, die zich meestal in Kortenhoef afspelen. Daarnaast Teenager Parade-boekjes, een politieroman, stelde liedjesbundels samen en schreef honderden vileine columns.
In 's-Graveland was De Kloet een aantal jaren raadslid en wethouder voor de PvdA en later voor 'Dorpsbelangen'. In de fusiegemeente Wijdemeren was hij daarna raadslid en wethouder van 'Dorpsbelangen Wijdemeren'.

## Familie
Co de Kloet had drie zonen. Zijn middelste zoon, geboren in 1961, heet ook Co de Cloet. Vader en zoon werden nogal eens met elkaar verward, omdat zoon Co in de voetsporen van zijn vader trad, door voor de radio te gaan werken. Zo kon het gebeuren dat Co de Kloet (junior) op Radio 1 het programma Docs presenteerde, nadat Co de Kloet (senior) was overleden.